# Kiran Desai
Kiran Desai (hind. किरण देसाई, ur. 3 września 1971 w Nowym Delhi) – indyjska pisarka, pisząca w języku angielskim i mieszkająca w Stanach Zjednoczonych. Zdobywczyni Nagrody Bookera i National Book Critics Circle w 2006 za powieść „Brzemię rzeczy utraconych” (The Inheritance of Loss). Jest córką pisarki Anity Desai.

## Początki kariery
Kiran urodziła się w Czandigarh (według innych źródeł w New Delhi), a dzieciństwo spędziła w Pune i Bombaju, gdzie uczęszczała do Cathedral School i John Connon School. Kiedy miała 8 lat, rodzina Desai przeniosła się do Delhi. W wieku 14 lat Kiran przeprowadziła się do Anglii. Rok później jej rodzina osiadła na stałe w Stanach Zjednoczonych, gdzie Desai kontynuowała naukę w stanie Massachusetts. Uczęszczała do Bennington College, Hollins University i Columbia University. Podczas studiów w Nowym Jorku zrobiła sobie dwa lata przerwy, na napisanie debiutanckiej powieści „Zadyma w dzikim sadzie”.

## Nagrody i wyróżnienia
„Zadyma w dzikim sadzie”, wydana w roku 1998, uzyskała wiele pochwał od takich znakomitości jak Salman Rushdie. Autorka uzyskała za nią Betty Trask Award, nagrodę przyznawaną przez związek zawodowy pisarzy Society of Authors dla najlepszej powieści napisanej przez obywatela Wspólnoty Narodów, który nie ukończył 35. roku życia.
Jej druga książka „Brzemię rzeczy utraconych”, wydana w roku 2006 zdobyła uznanie krytyków z Azji, Europy i Stanów Zjednoczonych i została uhonorowana Booker Prize oraz National Book Critics Circle.

## Książki
- Zadyma w dzikim sadzie (1998, polskie wydanie 1999)
- Brzemię rzeczy utraconych (2006, polskie wydanie 2007)

## Kiran Desai w Polsce
W dniach od 15 do 18 września 2007 roku na specjalne zaproszenie wydawnictwa Znak i British Council w ramach programu Faces & Places – New British Writing, Kiran Desai gościła w Polsce. Autorka spotkała się z czytelnikami w Szczecinie (15 września), Warszawie (17 września) i Poznaniu (18 września).